# Teatre de la Maestranza
El Teatre de la Maestranza de Sevilla és obra dels arquitectes Aurelio del Pou i Luis Marín. Va ser inaugurat el 1991. Està situat al costat de la Torre del Oro i a la Plaça de toros de la Real Maestranza, prop del riu Guadalquivir.

## Història
Malgrat les 153 òperes amb arguments ambientats a la ciutat, aquesta no comptava amb instal·lacions adequades per acollir aquest tipus d'esdeveniments. El més semblant que havia tingut Sevilla a un teatre de l'òpera va ser el Teatre Sant Fernando, que va obrir en 1847 i va ser derrocat en 1973. En el Teatre Sant Fernando es van representar centenars d'òperes i va aconseguir fama internacional en la dècada de 1860.
En 1985 la Diputació Provincial de Sevilla, presidida per Ángel del Pino, va comprar el solar públic on havia estat una caserna de la Maestranza d'Artilleria. Posteriorment, encara es conserva l'antiga Maestranza d'Artilleria, que van ser les drassanes medievals. Posteriorment, Diputació va treure un concurs per a la realització d'un auditori cobert polivalent. Els escollits per realitzar-ho en 1987 van ser els arquitectes Aurelio del Pozo i Luis Marín. El cost de la infraestructura va ser de 1.600 milions de pessetes (9.616.194 €). Les obres van començar el 10 de febrer de 1987 i van contribuir econòmicament la Diputació, l'Ajuntament i la Junta d'Andalusia.
Va ser inaugurat per la reina Sofia el 2 de maig de 1991. A partir de llavors han passat per ell grans figures de la música internacional com Montserrat Caballé, Plácido Domingo, Alfredo Kraus o Luciano Pavarotti entre d'altres. Malgrat tenir capacitat per acollir tot tipus d'esdeveniments musicals, s'ha convertit en el teatre d'òpera de la ciutat, ja que és el lloc escollit per a aquest tipus d'esdeveniments després de la seva inauguració.
El 5 de desembre de 1991 es va inaugurar al costat de la façana principal una estàtua de bronze del compositor austríac Wolfgang Amadeus Mozart, obra del pintor i escultor Ronaldo Campos. Des de 1993 és la seu del Pregó de Setmana Santa. Des de 2003, les Medalles d'Andalusia i els títols de Fill Predilecte d'Andalusia es lliuren el 28 de febrer en aquest teatre.

## L'edifici

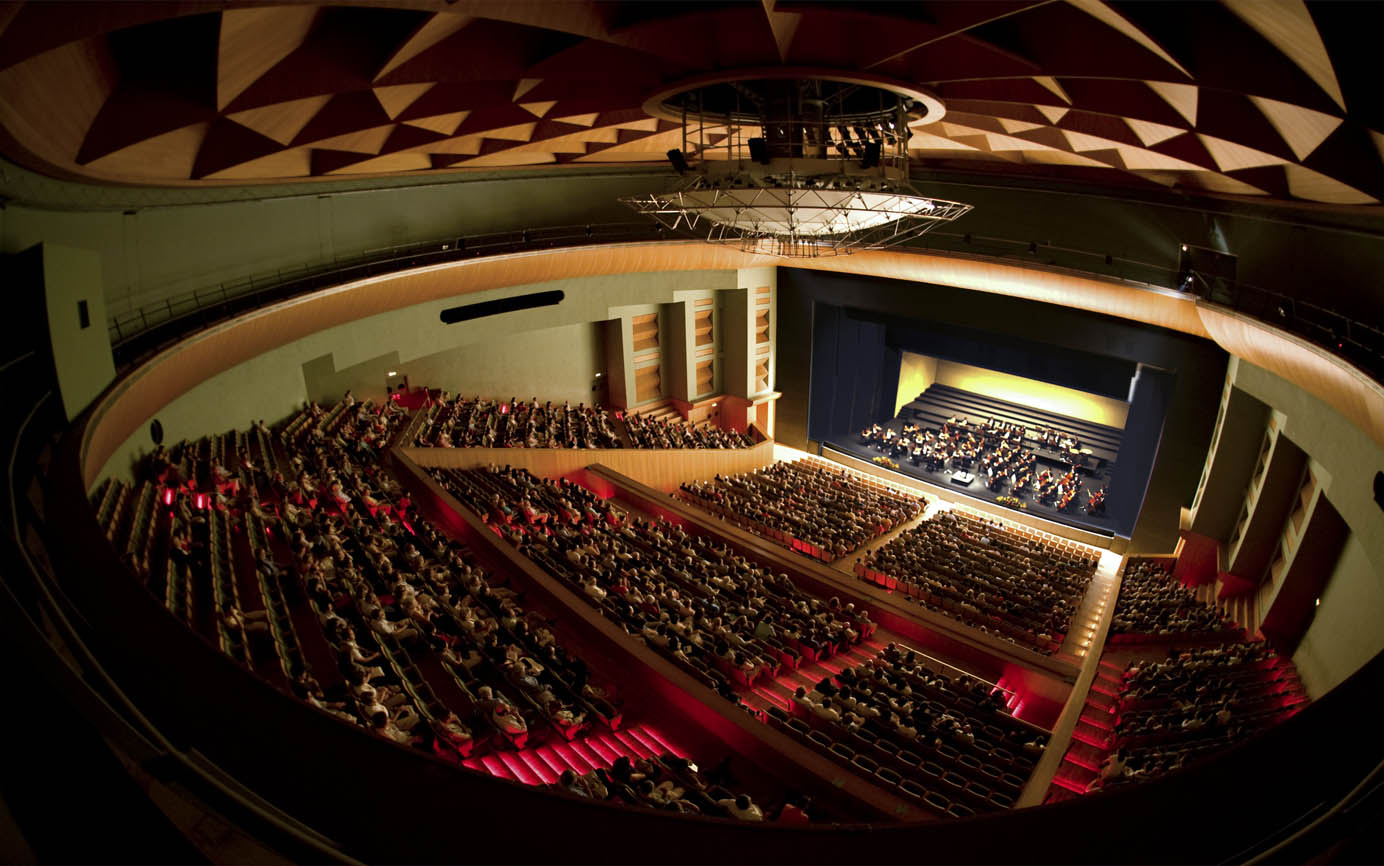
Vista de l'interior del teatre durant un concert.

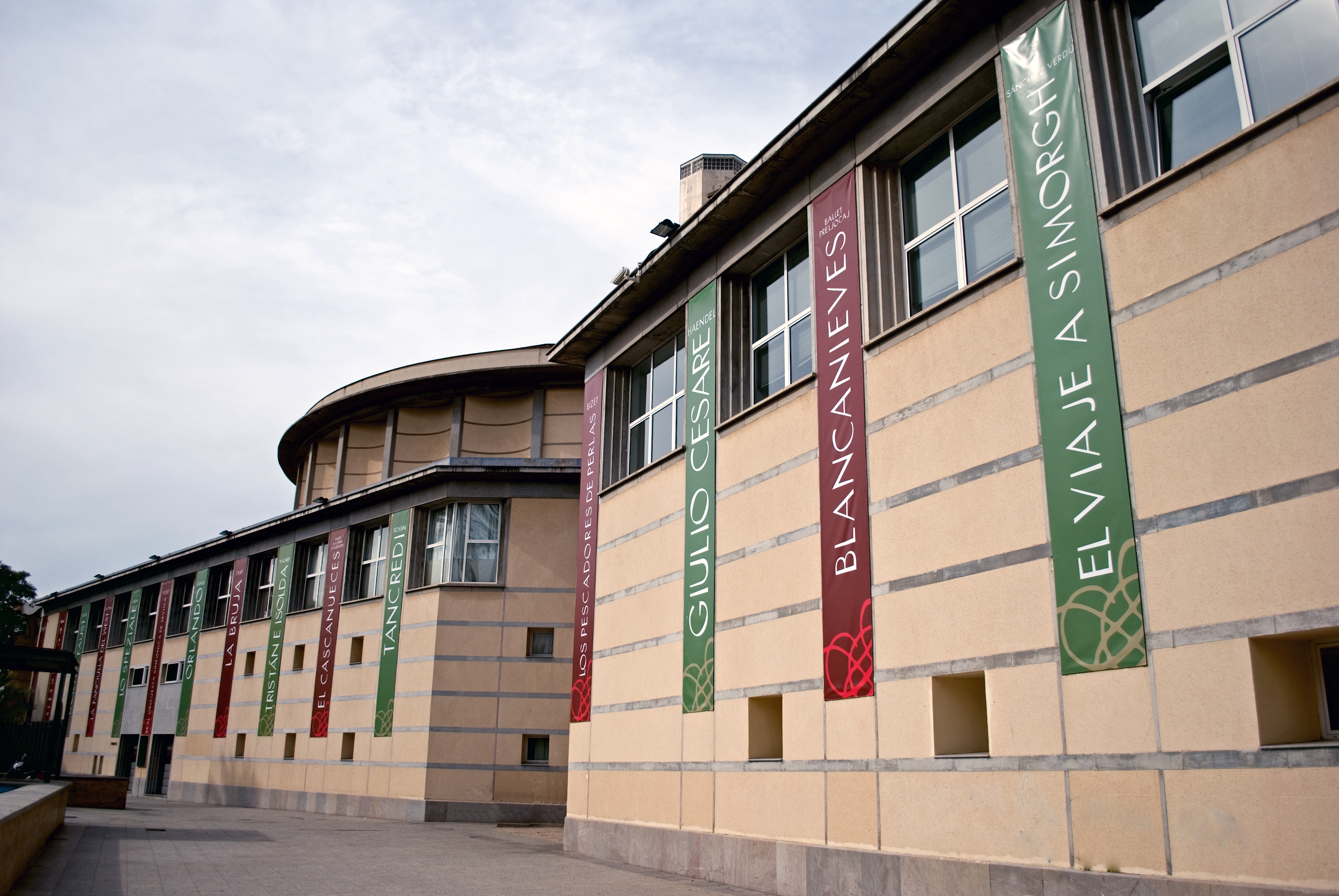
Vista lateral del teatre.

La sala principal té forma cilíndrica amb una capacitat per 1800 espectadors, amb una cúpula de 47,20 metres i una boca d'escena de 18,9 per 9,5 metres. Es distribueix en platea, dues terrasses, una balconada i paradís. L'any 2007 es va fer una reforma que va duplicar la grandària de l'escenari, que va passar de 800 metres quadrats a 1600. Aquesta obra va costar 10.300.000 € que van anar a càrrec de l'Ajuntament, la Diputació, la Junta i el Ministeri de Cultura. En la reforma es va afegir espai afegint un cos arquitectònic en un pati posterior de l'edifici.
Gràcies a la seva acústica variable, es poden representar diferents espectacles, des d'òperes fins a concerts de música clàssica i recitals, passant per flamenc, ballet i sarsueles. A més de la sala principal, el complex conté sales de teatre experimental, exposicions, conferències i un centre de recerques culturals. Cal destacar la sala Manuel García, en la qual es representen òperes de càmera i de petit format.
Així mateix, el Teatre de la Maestranza és seu de la Real Orquestra Simfònica de Sevilla (ROSS) que no només participa habitualment en les representacions operístiques, sinó que al llarg de la temporada desenvolupa aquí una intensa temporada de concerts. En la reforma de 2007 es va incorporar una sala d'assajos exclusiva per la ROSS.